# Wilson Severino
Wilson del Valle Severino (Córdoba, 25 de febrero de 1980) es un exfutbolista argentino. Jugaba como delantero y su último club fue Atlas, de la Primera C, cuarta categoría del fútbol argentino. Es el emblema y principal referente de esa institución, en la que ostenta los récords de jugador con más presencias y goleador histórico.

## Trayectoria
Hijo de madre salteña y padre brasileño Severino nació en la ciudad de Córdoba en 1980, años más tarde Wilson dejó Córdoba para radicarse en el Gran Buenos Aires (más precisamente en Grand Bourg) y trabajar en los ferrocarriles, durante este tiempo el goleador estuvo viviendo en un vagón al tiempo que se dedicó a jugar al fútbol con el propósito de llegar a hacerlo profesionalmente.
En 2003 se acercó al club Central Ballester, que decidió incorporarlo para disputar el campeonato de Primera D.
En 2005, con 25 años de edad, llegó al Atlas, donde permaneció por 7 temporadas consecutivas.
En 2012 pasó a San Martín (Burzaco), club en el que convirtió 10 goles en 18 partidos. En 2013 formó parte del plantel del Deportivo Riestra, también en la Primera D.
Luego de una temporada en ese equipo, volvió a Atlas y jugó desde 2013 a 2016, año en el que se retiró. Allí es uno de los mayores referentes de la historia del club.
Tras un año de inactividad, en 2017 volvió para participar del partido de treintaidosavos de final de la Copa Argentina 2016-17, entre Atlas y River Plate, donde tuvo la oportunidad de enfrentar oficialmente a un equipo de Primera División. Pese a la derrota por 3 a 0, pudo jugar los últimos 5 minutos de partido, y fue foco de atención de los espectadores y la prensa.
Después de este suceso, fue invitado a integrar el equipo sénior de River Plate.
A partir de su participación en el ciclo Atlas, la otra pasión, como integrante del plantel de Atlas, Severino cobró una desudada notoriedad pública, dada la amplia difusión del programa, incluso en otros países de América del Sur, además de Argentina. Eso hizo que se transformara en el símbolo de aquellos que desde un lugar desfavorable, como son las categorías del ascenso, buscan hacerse un lugar en el mundo del fútbol, al punto de que su solo nombre lo identifica.
En noviembre de 2017 se presentó el libro Detrás de la pelota, escrito por el periodista Miguel Ángel Giordano, donde se relatan aspectos de su vida personal y futbolística.

## Clubes
| Club              | País      | Año       |
| ----------------- | --------- | --------- |
| Central Ballester | Argentina | 2003-2005 |
| Atlas             | Argentina | 2005-2012 |
| Yupanqui          | Argentina | 2012      |
| Atlas             | Argentina | 2012      |
| Deportivo Riestra | Argentina | 2013      |
| Atlas             | Argentina | 2013-2016 |
| Atlas             | Argentina | 2017      |

## Logros individuales
Severino es el máximo goleador histórico del Club Atlético Atlas y el que más partidos disputó en el primer equipo de la institución.
| Logro                               | Equipo | Desempeño    |
| ----------------------------------- | ------ | ------------ |
| Jugador con más partidos disputados | Atlas  | 258 partidos |
| Goleador histórico                  | Atlas  | 109 goles    |